# Кристеску, Павел
Павел Кристеску (рум. Pavel Cristescu; 18 июня 1913, Бессарабия, Российская империя — 26 мая 1986, Бухарест, СРР) — румынский коммунист, подпольщик и боец интербригад в Испании в 1949—1952 — первый начальник милиции РНР. Участник подавления антикоммунистического повстанчества, политических репрессий и массовых депортаций. В 1952—1972 — глава министерства химической промышленности РНР/СРР.

## Коммунистический активист
Родился в семье бессарабских евреев. При рождении получил имя Фифка Клейнман. С восемнадцатилетнего возраста состоял в Румынской коммунистической партии (РКП).
Находился на нелегальном положении, считался тайным агентом Коминтерна. Прошёл обучение на оперативно-технических курсах НКВД СССР. Принял партийный псевдоним Павел Кристеску, ставший личным именем. Участвовал в испанской гражданской войне на стороне республиканцев.
Вышел из подполья после румынского переворота 23 августа 1944 и фактического прихода РКП к власти. Указом короля Михая I получил звание подполковника как «доброволец-антифашист». Примыкал в партии к «еврейской» и «московской» (просоветской) группе Анны Паукер.

## Начальник милиции
После отречения короля и провозглашения РНР прежняя полиция была преобразована в милицию. К тому времени силовые структуры полностью контролировала РКП, МВД возглавлял коммунист Теохари Джорджеску. В 1949 генерал-лейтенант Павел Кристеску был назначен начальником — генеральным директором — Главного управления милиции МВД.
На этом посту Кристеску провёл масштабную кадровую чистку, заменяя прежних полицейских и жандармов (с индивидуальными исключениями для «доказавших преданность») партийными активистами. Предпочтение отдавалось кадрам «рабочего происхождения». Ситуация складывалась таким образом, что министр Джорджеску категорически требовал покончить с пьянством и уголовщиной в милиции.
Под руководством Кристеску милиция прилагала усилия, чтобы сбить волну преступности, захлестнувшую послевоенную Румынию. Прямым подчинённым Кристеску был майор Эуджен Алимэнеску (ранее комиссар полиции) — командир бухарестской бригады Fulger. Алимэнеску и его бригада самосудно истребляли преступников с санкции начальника милиции.
Милиция являлась подсобным органом Секуритате в политических репрессиях. Сотрудники участвовали в подавлении антикоммунистического партизанского движения. При этом руководители Секуритате Георге Пинтилие (Пантюша) и Александр Никольский были против подключения милиции к контрповстанческим операциям. Они не только оберегали ведомственную монополию госбезопасности, но и считали милицейские кадры недостаточно подготовленными для серьёзных задач. Однако Кристеску добился санкции Джорджеску. Отношения с Пантюшей он урегулировал, снабдив его большой партией сигарет Plugar, конфискованных как контрабанда и спекулятивный товар (закупленный у начальника милиции вагон обеспечил начальника Секуритате сигаретами на много лет вперёд).
В 1949 генерал Кристеску принял указание министра Джорджеску о бессудных убийствах политзаключённых (исполнение этой функции было поручено майору Алимэнеску). Начальники низовых милицейских подразделений являлись информаторами Секуритате. На милицию возлагалось исполнение приказа МВД от 15 марта 1951 о массовой депортации неблагонадёжных — «переселении лиц, способных нанести вред строительству социализма». В комиссию по депортации входили заместители Джорджеску по МВД Александру Дрэгич, Марин Жьяну, генералы Секуритате Владимир Мазуру, Михас Бурка и начальник милиции Павел Кристеску.

## Министр химпрома
С 1952 в руководстве РКП обострилась внутренняя борьба. На первый план вышла группа Георге Георгиу-Дежа, сторонники Анны Паукер утратили позиции. При этом партийная чистка имела антисемитский уклон. Однако Павел Кристеску избежал репрессий и даже не попал в серьёзную опалу (в отличие, например, от Джорджеску). Он был только снят с поста в МВД и переведён в министерство химической промышленности на должность гендиректора — в ранге министра.
Во главе Минхимпрома Павел Кристеску оставался два десятилетя. За это время сменилось высшее партийно-государственное руководство — после смерти Георгиу-Дежа во главе РКП и СРР стал Николае Чаушеску. В 1971 Кристеску был награждён орденом «23 августа» (ранее имел орден Звезды Румынии и орден Труда). Умер в возрасте 72 лет, незадолго до Румынской революции.